# Emma (Zeitschrift)
Emma ist eine deutschsprachige feministische Zeitschrift. Sie wurde 1977 von einem Kollektiv um Journalistin Alice Schwarzer gegründet, die Herausgeberin und Geschäftsführerin ist. Langjährige Mitarbeiterinnen sind Franziska Becker (seit 1977), Margitta Hösel (seit 1982), Chantal Louis (seit 1994), Angelika Mallmann (seit 1998), Annett Keller (seit 2001), Silvia Kretschmer (seit 2002), Irina Rasimus (seit 2005) und Annika Ross (seit 2019). Sie erscheint zweimonatlich. Im Jahr 2023 betrug die Druckauflage 34.300 Exemplare.
Die Redaktion befindet sich über Schwarzers Stiftung FrauenMediaTurm im Kölner Bayenturm.

## Name
Der Name „Emma“ wurde wegen seiner Griffigkeit und als Kopfwort des Begriffs „Emanzipation“ gewählt. Die Herausgeberin Alice Schwarzer sagte dazu:
„Der war irgendwann mal aufgetaucht und gefiel uns. Nicht nur wegen der Anspielung auf die Em(m)anzipation, sondern auch, weil er das selbstironische Gegenteil vom platt Erwarteten war: Wie würde sie wohl heißen, diese Zeitschrift der jetzt vollends größenwahnsinnigen Schwarzer? Nora? Die Rächerin? Die Amazone? Nein. Emma. Ganz einfach Emma.“
Die Zeitschrift trägt neben dem Namen Emma  zwei Untertitel, die Bezeichnung Das politische Magazin für Menschen, und die Aufforderung Bleibt mutig.

## Entwicklung
Die erste Ausgabe der Emma erschien am 26. Januar 1977 mit einer Auflage von rund 200.000 Exemplaren. Den Start des Magazins finanzierte Alice Schwarzer mit 250.000 Mark aus ihren Autorenhonoraren sowie mit 20.000 Mark aus Krediten von zwei Mitarbeiterinnen (die sie nach einem Jahr mit 10 Prozent Zinsen zurückgezahlt habe). Emma gilt seit der ersten Ausgabe als Leitblatt des Feminismus im deutschsprachigen Raum. In der ersten Redaktion saßen Alice Schwarzer, Fernsehredakteurin Angelika Wittlich, Lokalredakteurin Sabine Schruff und Christiane Ensslin. Von 1979 bis 1986 gehörte Ingrid Strobl der Redaktion an.
Die Zeitschrift positioniert sich ausdrücklich als politisch und wirtschaftlich unabhängig; laut eigenen Angaben kann sie sich fast alleine durch den Kioskverkauf und Abonnementsgebühren finanzieren und ist nicht auf Anzeigen angewiesen.
Anfang Dezember 2007 kündigte Schwarzer an, die Chefredaktion von Emma im Frühjahr 2008 an die Fernsehjournalistin und Kolumnistin Lisa Ortgies zu übergeben, aber weiterhin als Verlegerin, Herausgeberin und Autorin mitzuwirken. Ortigies verließ das Blatt jedoch zwei Monate nach ihrem Antritt zum 31. Mai 2008 wieder. Um die Entlassung entspann sich eine öffentliche Kontroverse, in der u. a. der Einfluss Schwarzers auf das Tagesgeschäft, die Ausrichtung des Magazins und die (Nicht-)Vereinbarkeit von Familie und Beruf in der Emma-Redaktion thematisiert wurden.
Von 2010 bis 2012 erschien die Emma viermal im Jahr. Gleichzeitig wurde sie 2010 einem Relaunch unterzogen und der Online-Auftritt wurde ausgebaut. Unter anderem wurde ein „Lesesaal“ eingerichtet, in dem online alle ehemaligen Emma-Ausgaben kostenlos einsehbar sind. Seit 2013 erscheint die Zeitschrift wieder im Zwei-Monats-Rhythmus. Als Gründe dafür wurde der vielfache Wunsch von Leserinnen und die wieder steigende Aktualität von „Frauenfragen“ genannt. Der Heftpreis wurde von 9,80 Euro auf 7,50 Euro gesenkt, um jüngeren Leserinnen entgegenzukommen.
In Nicole Weegmanns zweiteiligem Spielfilm Alice  von 2022 über die Jugendzeit Alice Schwarzers wird unter anderem auch die Entstehung der Emma dargestellt. Der zweite Film endet mit einer Szene, in der das Team gemeinsam den Druck der ersten Ausgabe feiert, und blendet danach dokumentierte Reaktionen von Leserinnen dieser ersten Ausgabe ein.

## Auflage
Die Emma gehört zu den deutschen Zeitschriften mit den größten Auflagenverlusten. Die verkaufte Auflage betrug im zweiten Quartal 2007, dem Zeitpunkt der letztmaligen Meldung an die IVW, 44.687 Exemplare. Danach stellte das Blatt die Meldung der Auflagenzahlen an die IVW ein. Laut eigenen Angaben betrug 2019 die verkaufte Auflage 25.717 Stück. Dies entspricht einem Rückgang von 31.193 Exemplaren oder 55 Prozent gegenüber 1999. Seit 2020 wird in den Mediadaten nur noch die verbreitete Auflage angegeben.
Entwicklung der verkauften Auflage

1998 bis 2006 IVW, jeweils viertes Quartal; ab 2007 Verlagsangaben

## Inhalte

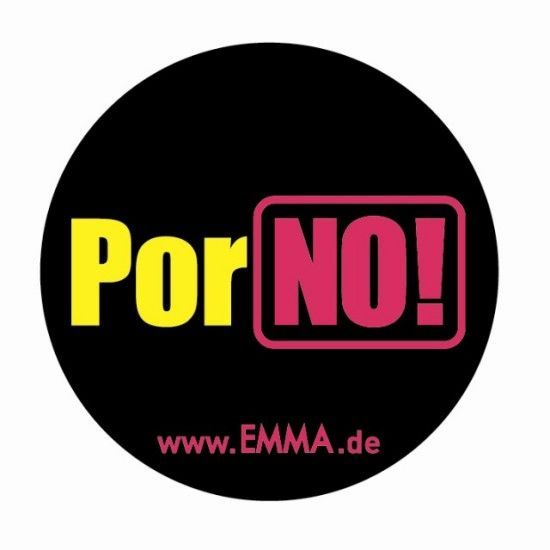
Logo PorNO

Die Emma befasst sich mit Themen wie Ausbildung, Familie, Politik und Arbeitswelt sowie Kultur, Medien, Religion und Pornografie. Laut einer Untersuchung aus dem Jahr 2005 machen Politik, private Rollenverteilung und Medien die meisten Artikel aus. Damit unterscheide sich die Emma grundlegend von konventionellen Frauenzeitschriften und nehme eine besondere Stellung in der deutschen Medienlandschaft ein.
Emma setzt sich nach eigener Aussage für Frauen und für uneingeschränkte Chancengleichheit von Frauen und Männern ein, was sich aus Sicht des Magazins in konkreten Projekten und Kampagnen ausdrückt, die von Emma unterstützt oder initiiert wurden, zum Beispiel:
- Proteste gegen Klitorisverstümmelung (1977)[27]
- Thematisierung und konkrete Hilfsaktionen bei sexuellem Missbrauch (1978)[28]
- Aktionen gegen Pornografie (ab 1978) und PorNO-Kampagne[29]
- Diskussionen und Kampagnen gegen fundamentalistischen Islamismus und Kopftuch (ab 1979)[30]
- Forderung nach Ganztagsschulen und Ganztagsbetreuung (ab den 1980ern)[31]
- Emma-Kampagne für Frauenfußball (1998)[32]
- Unterstützung des Girls’ Day (ab 1999)[33]

Die Zeitschrift thematisiert immer wieder (selbst)kritisch die Kontroversen innerhalb der modernen Frauenbewegung und Themen wie „Missbrauch mit dem Missbrauch“ und Wehrpflicht für Frauen.
Seit der Gründung der Zeitschrift sind die satirischen Cartoons von Franziska Becker ein fester Bestandteil der Emma. Mit ihren Bildergeschichten kommentiert Becker in jeder Ausgabe feministische Themen und die Welt von Frauen und Männern. Für ihr Lebenswerk wurde sie als „witzigste Frauenrechtlerin Deutschlands“ mit dem Satirepreis „Göttinger Elch“ 2012 ausgezeichnet.
Emma steht in Deutschland prototypisch für Formen feministischer Medienöffentlichkeit, mit ihren Positionen zum Beispiel zur Pornografie oder Frauen im Islam stieß sie innerhalb des feministischen Diskurses sowohl auf Zustimmung als auch auf Widerstand. Wie andere internationale feministische Medien hat die Zeitschrift Themen in die gesellschaftliche Diskussion gebracht, die zuvor keine Öffentlichkeit fanden.

## Journalistinnen-Preis
Von 1990 bis 2012 wurde alle zwei Jahre der von Alice Schwarzer initiierte Emma-Journalistinnen-Preis vergeben, 2012 unterstützt von der Bundesregierung. Kulturstaatsminister Bernd Neumann sah den Preis als Förderung des Qualitätsjournalismus. „Der Preis von EMMA soll gerade diejenigen Journalistinnen und Journalisten fördern und auszeichnen, die sich mit gesellschaftlichen Fragen kritisch auseinandersetzen – aber handwerklich professionell, d. h. informativ und kreativ bei sauberer Recherche.“

## Negativpreis „Sexist Man Alive“
Seit 2019 vergibt die Emma-Redaktion jährlich den Negativpreis „Sexist Man Alive“ für den ihrer Ansicht nach frauenfeindlichsten Mann des Jahres. Der Preisname ist eine Anspielung auf die Auszeichnung „Sexiest Man Alive“ des US-amerikanischen Magazins People. Die bisherigen Preisträger waren:
- 2019: Rapper Kollegah wegen frauenfeindlicher Texte
- 2020: FDP-Vorsitzender Christian Lindner wegen Anzüglichkeiten in einer Rede
- 2021: Papst Franziskus; er sei trotz mancher positiver Züge nach wie vor „Chef eines Apartheidssystems, in dem Frauen Menschen zweiter Klasse“ seien[37]
- 2022: Sascha Lobo, da er in der NDR-Talkshow deep und deutlich die Ausbeutung von Frauen durch Prostitution verharmlost habe.[38]
- 2023: Jan Böhmermann, wegen der Berichterstattung im ZDF Magazin Royale über Transpersonen und Angriffe auf Alice Schwarzer und Emma in diesem Zusammenhang.[39]
- 2024: Marie-Agnes Strack-Zimmermann, weil „sie beweist, dass Frau weder den Vornamen wechseln, noch Hormone schlucken, geschweige denn sich die Brüste abnehmen lassen muss, um ein ganzer Kerl zu sein.“[40]

## Politische Positionen und Kampagnen

### Sexualität und Sadomasochismus
Vor allem in den frühen Jahren hat Emma der Sexualitätsdebatte großen Raum eingeräumt. 1977 titelte die Zeitschrift mit dem Thema Unsere sexuellen Phantasien. Auslöser war das Buch der Amerikanerin Nancy Friday. In der Ausgabe September 1977 analysierte die Psychoanalytikerin Margarete Mitscherlich den Unterschied zwischen masochistischen Phantasien und der Realität:

„Die Tatsache, dass masochistische Fantasien so zahlreich bei Frauen anzutreffen sind, muss auf ihre jahrhundertelange familiäre Fesselung zurückgehen […]. Gegen die Verinnerlichung und die damit verbundene Hilflosigkeit konnten sich Frauen oft nur zur Wehr setzen, indem sie mit Hilfe der Fantasie aus passiv unterdrückten Wesen zu aktiven Schöpferinnen ihres Leidens wurden.“

Im November 1981 titelte Emma mit den Thesen von Pat Califia und gab der Debatte über Sadomasochismus allgemein und unter Lesben im Besonderen Raum. 1982 veröffentlichte Emma den Sonderband Sexualität, in dem u. a. Alice Schwarzer ihre Thesen vom „kleinen Unterschied“ fortführt. Sie wiederholte, dass Erotik traditionell für Männer mit Macht besetzt sei und für Frauen mit Ohnmacht. Gleichzeitig stellte sie jedoch fest: „Im erotischen Masochismus wiederholen Frauen nicht nur ihre politische Unterwerfung. Sie versuchen auch, aus dieser Ritualisierung im Bett – und zum Teil vielleicht sogar selbst mit inszenierter Unterwerfung – Lust zu ziehen. Unterwerfung, Auslieferung, Hingabe sind elementare Bestandteile von Erotik. Genauso wie Eroberung und Überwältigung. Ungut wird es erst, wenn das abgekoppelt ist von der gesellschaftlichen Realität, wenn wir auf einen einseitigen Part festgelegt sind, und wir Frauen aus der sexuellen Hingabe unsere Bestimmung zur allgemeinen Unterwerfung schließen.“
Die in den 1970er Jahren in den USA begonnene feministische Kritik an der Pornografie setzte heftige Auseinandersetzungen in Gang, die in der Bundesrepublik Deutschland 1987 in der PorNo-Kampagne der Zeitschrift Emma mündeten. Emma wendete sich mit einem selbstentwickelten Gesetzesentwurf zum generellen Verbot der Pornografie an alle Abgeordneten des Deutschen Bundestages sowie Justizminister Hans A. Engelhard und Familienministerin Rita Süssmuth. Gegen die enthaltenen Forderungen sprachen sich einige Feministinnen aus, die in dem Sammelband von Claudia Gehrke Frauen & Pornographie (1988) für eine „freie Kultur der Sexualität“ eintraten. Die bereits existierende Gesetzeslage reiche aus, die Verherrlichung gewalttätiger, frauen- und minderheitenfeindlicher Pornografie zu verbieten. Ein Hauptstreitpunkt war sadomasochistischer Sex. Claudia Gehrke vertrat die Auffassung, er sei, auch mit Blick auf die SM-Lesbenszene, ein berechtigtes Begehren, das als sexuelles Spiel verstanden werden könne. 22 Jahre danach schrieben Kathrin Passig und Ira Strübel ein Handbuch für Sadomasochisten, nach dem BDSM eine Form der Selbstbestimmung darstelle. „Dass es für nicht wenige Frauen einen großen und befreienden Schritt bedeutet, ihre sadomasochistischen Phantasien in die Tat umzusetzen, ist im Emma-Universum nach wie vor nicht vorgesehen.“
35 Jahre nach Der kleine Unterschied und seine großen Folgen von Alice Schwarzer brachte Emma in der Ausgabe Frühling 2010 ein Dossier mit dem Titel „What about Sex?“ mit Beiträgen von Gastautorinnen wie Mary Roach, Mia Ming, Necla Kelek, Eva Rieger. Einer der Themenschwerpunkte war Sadomasochismus und sexuelle Fantasien. Im Eingangsartikel schrieb Alice Schwarzer: „Seither ist viel passiert. Die Frauen sind unabhängiger und selbstbewusster geworden im Leben – und damit auch in der Sexualität.“
In dem Artikel Sexualfantasie & Masochismus: Sexuelle Fantasien und ihre Ursachen geht Schwarzer der Debatte nach, die Feministinnen in den 1970er Jahren angestoßen hatten, und zitiert in ihrem Resümee den Psychoanalytiker und wissenschaftlichen Autor Brett Kahr, der nach einer Analyse von 15.000 sexuellen Fantasien zu dem Schluss kommt:

„Es gibt einen engen Zusammenhang zwischen sexuellen Fantasien und Kindheitsgeschichte. Die Fantasien haben fast immer etwas mit frühkindlichen Prägungen oder gar Verletzungen und Traumata zu tun.“

### Pornografie an Universitäten
In der Emma-Ausgabe vom Dezember 1991 berichtete Ursula Ott auf dem Hintergrund der PorNo-Kampagne über Pornografie im Usenet von Universitäten, demzufolge laut Ott Professoren und Studenten die Computertechnik dazu missbrauchten, Pornografie zu konsumieren. Dabei argumentierte Ott, dass diese Daten Bandbreite und Speicherplatz auf steuerfinanzierter Infrastruktur für universitätsfremde Zwecke bänden. Dieser Emma-Artikel leitete die öffentliche Debatte über Pornografie im Internet ein. Nachdem auch einige Massenmedien darüber berichtet hatten, sperrten viele Universitäten den Zugang zu allen „sexualbezogenen Newsgroups“ – „unabhängig davon, ob dort tatsächlich Pornografie verbreitet oder über sexuelle Belästigung am Arbeitsplatz diskutiert wurde“.

### Internetaktivitäten
Nachdem die Zeitschrift den Möglichkeiten der neuen Medien jahrelang überwiegend kritisch gegenübergestanden hatte, entwickelte sie im Jahr 2002 unter der Domain emma.de einen eigenen Internetauftritt mit einem moderierten Forum, das durch Online-Clubs, die nur über registrierte Mitgliedschaft zugänglich sind, ergänzt wurde. Inzwischen (Stand 2022) sind alle Hefte von 1977 bis 2019 digitalisiert und können online im EMMA-Lesesaal kostenfrei gelesen werden.

#### Beispiel: Online-Aktion Unisex-Tarife
2004 beteiligte sich Emma an den Bestrebungen für Unisex-Tarife bei Krankenkassen und Versicherungen. Die Emma-Website bot den Download von Flugblättern, Musterreden und Abrechnungen an. Die Nutzerinnen wurden aufgefordert, ein kurzes Statement in der Rubrik „Ich bin dabei!“ zu hinterlassen. Am 30. Juni 2004 waren 1598 Stellungnahmen verzeichnet.

### Appell gegen Prostitution
Ende Oktober 2013 lancierte Emma einen Appell gegen Prostitution, der von 90 prominenten Erstunterzeichnerinnen unterstützt wurde und mehr als 10.000 Unterschriften erzielte. Die Unterzeichner forderten eine Änderung des Prostitutionsgesetzes von 2002, das die Prostitution zivilrechtlich als reguläres Gewerbe kodifiziert und ihre Ausübung damit liberalisiert hatte. Durch diese Reform sei „Deutschland zu Europas Drehscheibe für Frauenhandel und zum Paradies der Sextouristen aus den Nachbarländern geworden“. Es sollten Maßnahmen ergriffen werden, „die kurzfristig zur Eindämmung und langfristig zur Abschaffung des Systems Prostitution führen“. Freier sollten geächtet oder eventuell bestraft werden. Zudem sollte der Ausstieg aus der Prostitution mit einem ganzen Maßnahmenbündel gefördert werden. Der Appell wurde in deutschen und internationalen Medien thematisiert und breit diskutiert. Es gab sowohl Zustimmung als auch Ablehnung.

### Artikel zum Absturz des Germanwings-Fluges 4U9525
Nach dem Absturz des Germanwings-Fluges 4U9525 am 24. März 2015 publizierte Emma einen Artikel von Luise Pusch mit der Einleitung „Amoktrips sind Männersache“ zur Förderung einer Frauenquote im Cockpit. Mehrere Medien griffen diese Verwendung des Unglücks auf. Sie stieß auf Kritik, vor allem in sozialen Netzwerken. In dem Artikel wird Gabriela Stoppe, Psychiaterin und Vizepräsidentin von Ipsilon, dem Dachverband für Suizidprävention in der Schweiz, zitiert: „Es wäre nicht nur wegen der Durchmischung sinnvoll, mehr Frauen für den Transport von Menschen zu engagieren, sondern vor allem wegen der Sicherheit“, da Frauen eine deutlich niedrigere Suizidrate hätten. Verbände wie der Österreichische Frauenring riefen zu einer Diskussion des Vorschlags auf.

### Transgeschlechtlichkeit
Emma war eine der ersten Zeitschriften, die über das damals so genannte Thema Transsexualität berichteten. Bereits 1984 erschien ein Artikel Alice Schwarzers, in dem sie sich solidarisch mit Transsexuellen zeigte und sie als „Schwestern willkommen“ hieß. Auch in allen folgenden Jahrzehnten gab es mehrere Artikel über diese Thematik, oft auch von oder unter Mitwirkung von Transmenschen. Emma versucht dabei, ein breites Spektrum der damit zusammenhängenden Themen abzubilden und die Debatte zu bereichern. So gab es gleichermaßen Interviews mit Transmenschen, die glücklich in ihrem Geschlecht leben, als auch mit Menschen, die wieder in ihr Geburtsgeschlecht zurückgekehrt sind. Und neben Erfolgsgeschichten wurden auch medizinische oder psychische Probleme durch geschlechtsangleichende Maßnahmen offen beschrieben.
Die Zeitschrift vertritt einen Ansatz, der Transgeschlechtliche unterstützt, setzt sich jedoch kritisch mit dem verpflichtend so genannten „affirmativen Ansatz“ von Therapeuten und dem geplanten Selbstbestimmungsgesetz der deutschen Bundesregierung auseinander. Das Selbstbestimmungsgesetz würde es bereits Jugendlichen ab 14 Jahren ermöglichen, sich allein per verbaler Selbstdefinition einem Geschlecht zuzuordnen. Emma kritisiert daran, dass insbesondere Mädchen durch den affirmativen Ansatz nicht herausgefordert würden, in Frage zu stellen, ob nicht vielleicht nur ein Unwohlsein mit ihrer gesellschaftlich zugewiesenen Rolle als Frau, oder auch der fehlende Mut zum lesbischen Coming-out, oder andere psychische Konflikte dahinter stünden. Zu der geplanten Selbstdefinition ab 14 Jahren und der dann möglichen Gabe von Pubertätsblockern weist Emma darauf hin, dass damit Kindern ohne Einflussmöglichkeiten der Eltern die Verantwortung für eine medizinisch vermeintlich irreversible Entscheidung auferlegt würde.
Außerdem kritisiert Emma an der geplanten Eigendefinition nur per Sprechakt, dass damit die „statistische, rechtliche und politische Kategorie“ Frau sich auflösen würde (da jeder sich spontan als Frau definieren könne) und damit verschiedene Problematiken zum Nachteil der Sicherheit und der Chancengleichheit von Frauen entstünden: Schutzräume, die bisher nur Frauen vorbehalten sind, würden verloren gehen. Außerdem könnten Quotenregelungen zur Gleichstellung von Frauen im Beruf und bei Wettbewerben jederzeit unterwandert werden.
In einem Emma-Artikel vom Januar 2022 wurde die grüne Bundestagsabgeordnete Tessa Ganserer, eine Transfrau, die jedoch weder eine personenstandsrechtliche Änderung noch geschlechtsangleichende Operationen vollziehen möchte, als „physischer und juristischer Mann“ bezeichnet, ihr früherer Name, der Deadname, wurde erwähnt, und es wurde kritisiert, dass sie einen Frauenquoten-Platz erhielt. Der Artikel wurde in der Zeit als diskriminierend bezeichnet, und Sibel Schick in der taz meinte, er sei als „verschwörungsideologische Dämonisierung vor allem dazu da, um transfeindliche Gewalt als feministische Selbstverteidigung verkaufen zu können“, und stellte in Frage, ob Emma noch feministisch sei.

### Krieg in der Ukraine
Nach dem russischen Überfall auf die Ukraine erschien am 29. April 2022 auf der Website der Zeitschrift ein offener Brief an Bundeskanzler Olaf Scholz, in dem gefordert wurde, keine weiteren schweren Waffen an die Ukraine zu liefern. Die 28 prominenten Erstunterzeichner lobten die anfänglich zurückhaltende Haltung von Scholz in dieser Frage und wiesen auf die Gefahr eines dritten Weltkriegs hin, falls vermehrt schwere Waffen geliefert würden. Initiator war Peter Weibel, der Schwarzer kontaktierte.
Der Brief wurde bis zum 31. Oktober 2022 von mehr als 432.000 Personen unterschrieben und forderte einen stärkeren Fokus auf Verhandlung und das Suchen politisch-diplomatischer statt militärischer Friedenslösungen sowie einen vorsichtigen Umgang mit der Frage nach Lieferung schwerer Waffen. Außerdem wurde darin die Überlegung geäußert, ob bei einem lang anhaltenden und eskalierenden Krieg nicht deutlich mehr (ukrainische) Menschen Tod, Leid, Vergewaltigung und Vertreibung erleiden würden als bei einer, wenn auch ungerechten, zu verhandelnden Kompromisslösung, und daher sei eine abwägende Haltung im Sinne auch der Opfer ratsam.
In den Medien wurde der Brief kontrovers besprochen. Scholz selbst warf auf der Mai-Kundgebung der Gewerkschaften den Schreibern Zynismus vor. Unter den den Brief ablehnenden Stimmen war etwa der Musiker Wolfgang Müller, der den Vergleich zog: „Was mit der Ukraine passiert, ist das staatliche Äquivalent zu einer Vergewaltigung durch den Ex-Mann, mit angedrohter Vernichtung bei Gegenwehr.“ Der Politikwissenschaftler Herfried Münkler sagte, beim deutschen Überfall auf Polen 1939, der den Zweiten Weltkrieg auslöste, hätten die Unterzeichner des Briefes „den Polen also geraten, sich lieber nicht zu verteidigen, um Tote und eine Eskalation zu vermeiden“.
Der belarussisch-russische Schriftsteller Sascha Filipenko warf den Unterzeichnern vor, die (verständliche) eigene Angst vor einem dritten Weltkrieg „hinter irgendwelchen Friedensideen zu verbergen und so zu tun, als wüsste man, wie man Putin aufhalten und diesen drohenden dritten Weltkrieg verhindern“ könne. Es gebe aber „nichts Rationales, womit man Putins Vorgehen erklären könnte, und keine Logik, mit der man darauf Einfluss nehmen könnte“. Die Unterzeichner hätten „nicht verstanden, dass es nach dem Sieg der Russen nicht nur einen Ort wie Butscha geben würde, sondern Hunderte“.
Erstunterzeichner des Offenen Briefes waren:
| - Andreas Dresen - Lars Eidinger - Svenja Flaßpöhler - Elisa Hoven - Alexander Kluge - Heinz Mack - Gisela Marx - Reinhard Merkel - Wolfgang Merkel | - Reinhard Mey - Dieter Nuhr - Gerhard Polt - Helke Sander - HA Schult - Alice Schwarzer - Robert Seethaler - Edgar Selge - Antje Vollmer | - Franziska Walser - Martin Walser - Peter Weibel - Christoph, Karl und Michael Well - Harald Welzer - Ranga Yogeshwar - Juli Zeh - Siegfried Zielinski |